# Сорочик Юрій Юрійович
Сорочик Юрій Юрійович (03.08.1965р.н.), український державний діяч, кандидат юридичних наук, керівник секретаріату Комітету Верховної Ради України з питань запобігання і протидії корупції, «Заслужений юрист України», «Заслужений працівник фізичної культури і спорту України», учасник бойових дій в Афганістані, народний депутат СРСР (1989р.).
Народився 03 серпня 1965 року у смт. Побєда (Ойм’яконського району) в Якутії (СРСР) у сім’ї репресованого українця Сорочика Юрія Юрійовича (1928-1996, смт.Ясіня, Рахівський район, Закарпатська область), інваліда праці ІІ групи, який був засуджений радянською владою за політичними переконаннями та висланий на 25 років до Сибіру на гірничі роботи в копальнях (реабілітований у 1991 році). Мати – Пелагея Василівна (1944-2017) - інвалід II групи.

## Освіта та військова служба в Афганістані (1984-1986 рр.)
Протягом 1972-1980 років навчався у Коростівській восьмирічній школі Сколівського району Львівської області, закінчивши яку, вступив до Львівського будівельного технікуму на спеціальність «Промислове та цивільне будівництво». Отримавши диплом про середню спеціальну освіту з відзнакою у 1984 році, та пропрацювавши лише місяць монтажником 3-го розряду Львівського домобудівельного комбінату, Юрій Сорочик був відправлений для проходження військової строкової служби на 2 роки до в/ч п.п. 51931 на території Республіки Афганістан. Учасник бойових дій (снайпер, розвідник). Перебував на військових посадах від курсанта, старшого розвідника, командира відд., до заступника командира окремого розвідувального взводу.
За проявлені мужність та відвагу відзначений державними нагородами – медалями «За відвагу» (1986), «За бойові заслуги» (1986), «Захиснику Вітчизни» (1999), «Від вдячного афганського народу» (1988), Грамотою Президії Верховної Ради СРСР.

## Післявоєнна діяльність та депутатство в СРСР
По поверненню з Афганської війни до Львова, Юрій Сорочик вернувся до своєї спеціальності, працював монтажником 4 розряду у тому ж Львівському домобудівельному комбінаті (серпень 1986 – вересень 1987). 
З лютого 1987 по червень 1989 року – голова Львівської міської організації воїнів-афганців (на громадських засадах).
З жовтня 1987 по травень 1988 року – директор Центру профілактики правопорушень серед неповнолітніх Львівського міського об’єднання молодіжних клубів.
Травень 1988 – грудень 1989 – завідувач відділу спортивної та оборонно-масової роботи, завідувач відділу патріотичного виховання молоді, 
Грудень 1989 – березень 1990 – секретар з питань правового захисту молоді у Львівському МК ЛКСМУ.
У травні 1989 року на перших альтернативних виборах Ю.Сорочик був обраний народним депутатом СРСР від Львівського національно-територіального виборчого округу №50 і став членом Комітету Верховної Ради СРСР із питань законодавства і законності, Головою підкомітету, входив до складу Міжрегіональної депутатської групи академіка Андрія Сахарова (МДГ) у Верховній Раді СРСР. Попри свій молодий вік (на той час йому було 24 роки) докладав максимум зусиль для розбудови майбутньої Української держави. Так, Ю.Сорочик був співавтором Закону «Про вибори народних депутатів України» (1989 р.), відстоював перед Президентом СРСР М.Горбачовим легалізацію Української Греко-Католицької Церкви. Зокрема, уже в перші дні роботи I-го з'їзду народних депутатів СРСР представники від Львівщини - Р.Братунь, Р.Федорів, Ю.Сорочик та І.Вакарчук, подали до президії з'їзду депутатський запит, в якому заявляли про порушення прав мільйонів віруючих і вимагали створення спеціальної комісії для вирішення цієї проблеми. За підтримку УГКЦ тоді ще публічно висловився народний депутат СРСР академік А. Сахаров.
У 1990 році, Ю.Сорочик, під особисту відповідальність народного депутата СРСР перед М.Горбачовим, запросив до України та супроводжував Патріарха Української Автокефальної Православної Церкви Мстислава (Скрипника).

Нотатки з першого Всеукраїнського Собору Української Автокефальної Православної Церкви
СОБОР*
«Начальникові консульського управління Міністерства закордонних справ СРСР тов. Зеленову В. М.
5-6 червня 1990 року в м. Києві відбудеться перший Всеукраїнський Собор Української Автокефальної Православної Церкви, на який з’їдуться православні віруючі з усієї України. Ця подія буде відігравати дуже важливу роль в історії України.
Українська громадсько-політична організація Рух надіслала в США (штат Нью-Джерсі, Бавнд-Брук) запрошення для голови УАПЦ митрополита Мстислава, архиєпископа Констянтина, архимандрита Андрея. Зважаючи на дуже складну, напружену ситуацію між віруючими православними і греко-католиками на Україні, а особливо в західніх її областях, я вважаю, що така особа, як митрополит Мстислав, який має авторитет і повагу як в однієї, так і в іншої сторони, може налагодити діялог між конфесіями і своїм досвідом (а йому 92 роки, 48 з них він віддав Церкві) допомогти у розв’язанні релігійної проблеми у нас на Україні.
Але, як мені стало відомо, дозволу на в’їзд у СРСР Митрополитові Мстиславу Міністерство закордонних справ не дало.
Зважаючи на сказане вище, прошу Вас від імени своїх виборців і віруючих православних розв’язати питання про дозвіл на в’їзд в СРСР митрополита Мстислава.
Народній депутат СРСР Ю. Сорочик».

## Діяльність в Незалежній Україні
Після розпаду Радянського Союзу Ю.Сорочик вирішив не балотуватись до Верховної Ради України, а розпочав підприємницьку діяльність у Львові. 
З жовтня 1991 по січень 2000 року він обіймав посаду президента ВАТ «Міжнародна Східно-Європейська товарно-фондова біржа», яка була однією з перших типових бірж на пострадянському просторі. Січень 2002 – жовтень 2002 – президент ВАТ «Міжнародна Східно-Європейська товарна біржа».
У 2001 році Ю.Сорочик закінчив навчання на юридичному факультеті Львівського національного університету імені Івана Франка за спеціальністю «Правознавство».
Вже з жовтня 2002 Ю.Сорочик перебуває на посадах державної служби в Україні, розпочав кар’єру з посади старшого консультанта до керівника секретаріату Комітету Верховної Ради України з питань запобігання і боротьби з корупцією (жовтень 2002 – по сьогодні).
За час роботи на державній службі Ю.Сорочик був відзначений Почесною грамотою Верховної Ради України, Почесною грамотою Кабінету Міністрів України за сумлінне виконання обов’язків. У 2009 році Ю.Сорочику присвоєно почесне звання «Заслужений юрист України» (№977 від 30.11.2009р.).
Також Ю.Сорочик отримав наступні нагороди: Орден Святого рівноапостольного князя Володимира Великого II ступеня (2005), Почесну відзнаку ГУБОЗ МВС України II ступеня (2006), Орден «За заслуги» ІІІ ступеня (Указ Президента України №10/2017). 

## Партійна та спортивна діяльність
Грудень 1995 – березень 2003 – член Християнсько-демократичної партії України (ХДПУ). З жовтня 1998 по березень 2003 рр. – голова Львівської обласної організації ХДПУ;
Балотувався до Верховної Ради України 3-го та 4-го скликання по мажоритарним округам (1998, 2000 та 2002 рр.).
З 1997 по 2013 – президент Федерації міні-футболу (футзалу) Львівщини.
З лютого 2001 по квітень 2009 – Віце-президент Асоціації міні-футболу (футзалу) України.
З квітня 2009 по 2013 – Перший Віце-президент Асоціації міні-футболу України.
За вагомий внесок у розвиток міні-футболу в Україні у 2004 році Ю.Сорочик нагороджений Почесною грамотою Державного Комітету України з питань фізичної культури і спорту. В листопаді 2007 року Ю.Сорочик отримав почесне звання «Заслужений працівник фізичної культури і спорту України» (Указ Президента України №1162 від 28.11.2007р.).